# Ptychochromis
Ptychochromis é um género de peixe da família Cichlidae.
Este género contém as seguintes espécies:
- Ptychochromis grandidieri
- Ptychochromis inornatus
- Ptychochromis oligacanthus
- Ptychochromis sp. nov. 'Garaka''
- Ptychochromis sp. nov. 'Green Garaka''
- Ptychochromis sp. nov. 'Joba mena''
- Ptychochromis sp. nov. 'Kotro''